# Pintura do Barroco

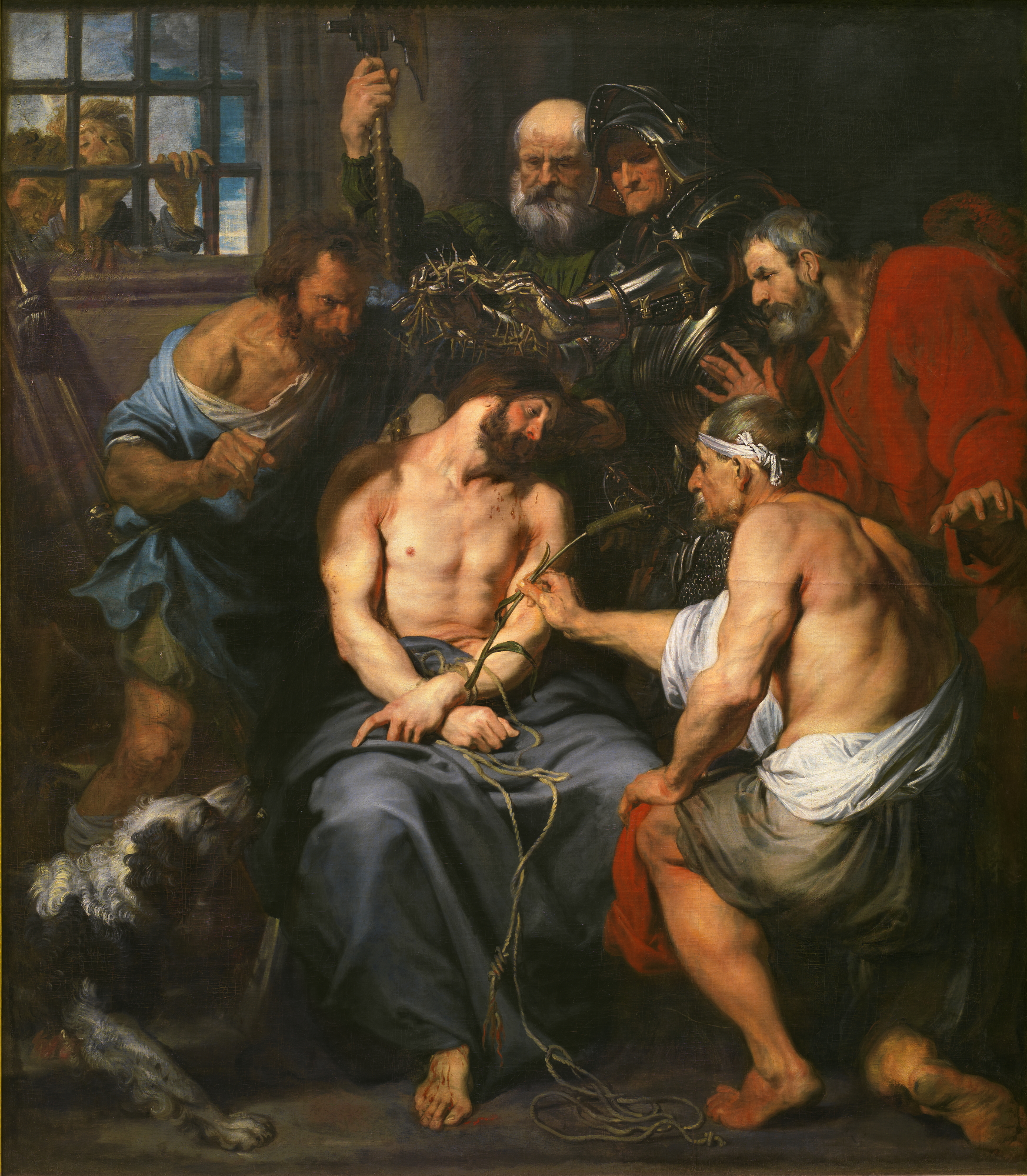
A Coroação de Cristo, Van Dyck, 1620, Flandres, exposto em Madrid.

A pintura barroca é uma pintura realista, concentrada nas paisagens, nas naturezas mortas e nas cenas populares (barroco holandês). O movimento identifica-se com o Absolutismo e a Contra Reforma. Na Itália e na Espanha, a Igreja Católica, em clima de militância e Contra-Reforma, pressionava os artistas para que buscassem o realismo mais convincente possível.
Entre os maiores pintores do Barroco estão Velázquez, Caravaggio, Rembrandt, Rubens, Georges de La Tour, Anthony van Dyck, Poussin, os Irmãos Le Nain e Vermeer.

## Características
- Composição assimétrica, em diagonal - que se revela num estilo grandioso, monumental, retorcido, substituindo a unidade geométrica e o equilíbrio da arte renascentista.
- Acentuado contraste de claro-escuro (expressão dos sentimentos) - era um recurso que visava a intensificar a sensação de profundidade.
- Realista, abrangendo todas as camadas sociais.
- Escolha de cenas no seu momento de maior intensidade dramática.
- A luz não aparece por um meio natural, mas sim projetada para guiar o olhar do observador até o acontecimento principal da obra, como acontece na obra "Vocação de São Mateus", de Caravaggio.

## História
O Concílio de Trento (1545-63), no qual a Igreja Católica Romana respondeu a muitas questões de reforma interna levantadas tanto pelos protestantes como por aqueles que tinham permanecido dentro da Igreja Católica, abordou as artes de representação numa passagem curta e algo oblíqua dos seus decretos. Esta foi posteriormente interpretada e exposta por vários autores clericais, como Molanus, que exigiam que as pinturas e esculturas em contextos eclesiásticos representassem os seus temas de forma clara e poderosa, e com decoro, sem os ares estilísticos do maneirismo. Este regresso a uma concepção populista da função da arte eclesiástica é visto por muitos historiadores de arte como o motor das inovações de Caravaggio e dos irmãos Carracci, todos eles a trabalhar (e a competir por encomendas) em Roma por volta de 1600, embora, ao contrário dos Carracci, Caravaggio tenha sido persistentemente criticado por falta de decoro no seu trabalho. No entanto, embora a pintura religiosa, a pintura histórica, as alegorias e os retratos continuassem a ser considerados os temas mais nobres, as paisagens, as naturezas-mortas e as cenas de género também se tornavam mais comuns nos países católicos e eram os principais géneros nos países protestantes.

## Terminologia
O termo barroco foi inicialmente usado com um significado depreciativo, para sublinhar os excessos da sua ênfase. Outros derivam do termo mnemónico "Baroco", que designa, na Escolástica lógica, uma forma de silogismo supostamente laboriosa. Em particular, o termo foi utilizado para descrever a sua redundância excêntrica e a abundância ruidosa de pormenores, que contrastava fortemente com a racionalidade clara e sóbria do Renascimento. Foi reabilitado pela primeira vez pelo historiador de arte suíço Heinrich Wölfflin (1864-1945) no seu Renaissance und Barock (1888); Wölfflin identificou o Barroco como "movimento importado para a massa", uma arte antitética à arte renascentista. Não fez as distinções entre maneirismo e barroco que os escritores modernos fazem, e ignorou a fase posterior, o barroco académico que durou até ao século XVIII. Os escritores franceses e ingleses só começaram a tratar o barroco como um estudo respeitável depois de a influência de Wölfflin ter tornado os estudos alemães proeminentes.

## Regiões

### Barroco Italiano
A Igreja Católica revitalizava-se com a Contra-Reforma. Os artistas italianos eram então convocados a transformar as Escrituras em realidade perceptível aos fiéis. O conteúdo emocional intensificado e o realismo do barroco eram meios ideais para que se atingisse esse objetivo.
A pintura passou por uma reforma. No século XIX, o novo estilo foi denominado barroco. Antes, acreditava-se que fosse apenas uma forma de voar pós-renascentista, associado a Rafael. Os artistas afastaram-se do Maneirismo e criaram obras mais medrosas àquelas da Alta Renascença. Os pioneiros dessa mudança foram dois artistas de grande importância: Caravaggio, em Roma (Caravagismo e Tenebrismo) e Annibale Carracci, em Bolonha (Escola de Bolonha).
Outros artistas da mesma época foram Orazio Gentileschi, sua filha, Artemisia Gentileschi, expoentes do Caravagismo.
A família Carracci foi uma talentosa família de pintores italianos que residia em Bolonha. Compreendia três irmãos: Agostino Carracci, Annibale Carracci e Ludovico Carracci. Eles fundaram uma Academia chamada Accademia degli Incamminati, onde vários outros artistas da época estudaram, entre eles, Domenichino. Outro ex-aluno quase eclipsou a fama dos Carracci: Guido Reni, com seus quadros eminentemente religiosos. Outro grande artista da época foi Guercino.
Artistas da Europa setentrional, já com tradição na pintura de paisagem e de gênero, visitaram a Itália e lá deixaram sua marca, entre eles, Adam Elsheimer.

#### Artistas Barrocos Italianos
- Agostino Tassi
- Artemisia Gentileschi
- Caravaggio
- Carlo Cignani
- Carlo Dolci
- Carlo Maratta
- Carlo Saraceni
- Família Carracci
  - Agostino Carracci
  - Annibale Carracci
  - Ludovico Carracci
- Ciro Ferri
- Domenichino
- Domenico Campagnola
- Domenico Fetti
- Federico Barocci
- Francesco Albani
- Francesco Furini
- Francesco Solimena
- Giovanni Andrea Ansaldo
- Giovanni Baglione
- Giovanni Battista Gaulli
- Giovanni Battista Salvi da Sassoferrato
- Giovanni Benedetto Castiglione
- Giovanni Lanfranco
- Giuseppe Maria Crespi
- Guercino
- Guido Reni
- Luca Giordano
- Lucio Massari
- Mattia Preti
- Nicola Malinconico
- Pier Francesco Mazzucchelli
- Salvator Rosa
- Sebastiano Conca
- Sigismondo Caula

### Barroco Flamengo

#### Artistas Barrocos Flamengos
- Adriaen Brouwer
- Adriaen van Utrecht
- Antoon van Dyck
- Clara Peeters
- Cornelis de Vos
- David Teniers, o Jovem
- Frans Francken, o Jovem
- Frans Snyders
- Jacob Jordaens
- Jan Brueghel, o Jovem
- Peter Paul Rubens
- Jan Siberechts

### Barroco Espanhol

#### Artistas Barrocos Espanhóis
- Juan de Arellano (1614-1676)
- Alonso Cano (1601-1667)
- Juan Carreño de Miranda (1614-1685)
- Claudio Coello (1642-1693)
- Francisco Herrera, o Jovem (1622-1685)
- Juan Bautista Maíno (1581-1649)
- Bartolomé Esteban Murillo (1618-1682)
- Antonio de Pereda (1611-1678)
- Francisco Ribalta (1565-1628)
- José de Ribera (1591-1652)
- Juan Sánchez Cotán (1560-1627)
- Juan de Valdés Leal (1622-1690)
- Diego Velázquez (1599-1660)
- Francisco de Zurbarán (1598-1664)
- Juan van der Hamen
- Antonio Palomino

### Barroco dos Países Baixos
Embora a Holanda fizesse fronteira com Flandres, os dois países não podiam ser mais diferentes, tanto cultural como politicamente. Enquanto Flandres era regida pela monarquia e pela Igreja Católica, a Holanda - ou Países Baixos - era um país independente, democrático e protestante. Nos rígidos e despojados templos protestantes, a arte religiosa era proibida e as fontes normais de mecenato - Igreja , corte e nobreza - tinham se acabado. O resultado foi uma democratização da arte, tanto em relação aos temas quanto aos proprietários. Pela primeira vez, os artistas foram deixados à mercê do mercado. Felizmente, a próspera classe média tinha mania de colecionar arte. Em 1640, um visitante de Amsterdã observou: "Quanto à arte da Pintura e à afeição do povo pelos quadros, acho que nenhuma outra se interpõe entre eles. Antes todos, em geral, se empenham em adornar suas casas pagando altos preços."Até açougueiros, padeiros e ferreiros compravam quadros . Em decorrência surgiu uma pintura de alta qualidade e com um número de artistas que chegava a 500 pintores, somente trabalhando com naturezas-mortas."
A natureza morta surgiu como gênero de pintura nos Países Baixos pós-Reforma. Embora considerada uma forma inferior em outros lugares, o século XVII foi o período alto da natureza-morta na Holanda, onde os artistas atingiram um extraordinário realismo retratando objetos domésticos. A natureza- morta era emblemática: as pinturas vanitas mostravam símbolos como crânios e velas fumegantes representando a transitoriedade da vida. As paisagens holandesas eram tratadas com realismo, geralmente com um fundo de altas nuvens num céu cinzento.

#### Artistas Barrocos Holandeses
- Rembrandt (1606–1669)
- Hendrick Avercamp (1585–1634)
- Gerard ter Borch (1617–1681)
- Adriaen Brouwer (1605–1638)
- Aelbert Cuyp (1620–1691)
- Gerrit Dou (1613–1675)
- Jan van Goyen (1596–1656)
- Frans Hals (1580–1666)
- Meindert Hobbema (1638–1709)
- Gerard van Honthorst (1592–1656)
- Pieter de Hooch (1629–1684)
- Willem Kalf (1619–1693)
- Pieter van Laer (1599–1642)
- Judith Leyster (1609-1660)
- Gabriël Metsu (1629–1667)
- Adriaen van Ostade (1610–1685)
- Jacob van Ruisdael (1628–1682)
- Salomon van Ruysdael (1602–1670)
- Pieter Jansz. Saenredam (1597–1665)
- Johannes Vermeer (1632–1675)
- Jan Steen (1626–1679)
- Leonaert Bramer
- Cornelis Saftleven
- Jan Lievens
- Theodoor van Thulden
- Abraham van Beijeren
- Abraham van Diepenbeeck
- Ambrosius Bosschaert
- Clara Peeters
- Gerard ter Borch

### Barroco Português

#### Artistas Barrocos Portugueses
- Josefa de Óbidos (1630–1684)

### Barroco Brasileiro

#### Artistas Barrocos Brasileiros
- Mestre Ataíde

### Barroco Alemão
No século XVII, a pintura alemã sofreu com as circunstâncias históricas, tais como a Guerra dos Trinta Anos, que devastou o território alemão reduzindo sua população a 30%. Um centro importante de produção artística foi a corte de Rodolfo II do Sacro Império Romano-Germânico, em Praga, onde trabalharam  Johann Andreas von Düwens, Hans von Aachen e Hans Rottenhammer.
Mas os artistas mais destacados da época viveram na Itália: Adam Elsheimer e Johann Liss.

#### Artistas Barrocos Alemães
- Cosmas Damian Asam (1686–1739)
- Adam Elsheimer (1578–1610)
- Johann Liss (1590–1627)
- Sebastian Stoskopff (1597–1657)

### Barroco Britânico
Peter Paul Rubens, que foi em missão diplomática e artística para o Reino Unido, e seu discípulo Anthony van Dyck, que se radicou por lá como pintor da corte e conquistou sucesso imediato, foram os maiores responsáveis pela introdução do Barroco na região, embora ele já fosse visível na obra do flamengo Daniël Mijtens.

#### Artistas Barrocos Britânicos
- William Dobson (1611-1646)
- George Jamesone (1587–1644)
- Godfrey Kneller (1646–1723)
- Peter Lely (1618–1680)
- Daniël Mijtens (1590–1648)
- John Michael Wright (1617-1694)
- Allan Ramsay

### Barroco Checo (Boêmio)
Petr Brandl foi um dos mais conhecidos pintores dessa época na Boêmia e uma figura importante do Barroco Tardio.

#### Artistas Barrocos Checos
- Václav Hollar (1607–1677)
- Karel Škréta (1610–1674)
- Petr Brandl (1668–1735)
- Václav Vavřinec Reiner (1686–1743)

### Barroco Francês

#### Artistas Barrocos Franceses
- Valentin de Boulogne (1591–1632)
- Philippe de Champaigne (1602–1674)
- Laurent de La Hyre (1606–1656)
- Georges de La Tour (1593–1652)
- Charles Le Brun (1619–1690)
- Irmãos Le Nain:
  - Antoine Le Nain (c.1599–1648)
  - Louis Le Nain (c. 1593–1648)
  - Mathieu Le Nain (1607–1677)
- Eustache Le Sueur (1617–1655)
- Claude Lorrain (1600–1682)
- Pierre Mignard (1612–1695)
- Hyacinthe Rigaud (1659–1743)
- Nicolas Poussin (1594–1665)
- Simon Vouet (1590–1649)
- Nicolas de Largillière

### Barroco Sueco
- David Klöcker Ehrenstrahl
- Mikael Dahl